# 静岡県立川根高等学校
静岡県立川根高等学校（しずおかけんりつ かわねこうとうがっこう）は、静岡県榛原郡川根本町徳山にある県立高等学校。

## 概要
- 川根地区唯一の高等学校であり、川根地区の中学校（島田市立川根中学校・川根本町立中川根中学校・川根本町立本川根中学校）との連携型中高一貫教育を実施している。
- 少子化により、年々生徒数が減少。生徒の減少傾向を打開するため、2018年度から、静岡県立高校の普通科で初めて静岡県外の全国からの生徒の受け入れを実施[1]。初年度の志願者は0人[2]だったが、2019年以降、徐々に志願者が出てきている。
- ICT機器を効果的に活用すると共に新しい学力観の目指すアクティブラーニング型授業に積極的に取り組むなど、川根高等学校独自のカリキュラム・学習法を用いて、大学入試にも十分対応できる学力の育成を図っている。[3]
- 夏休み期間中に連携中生徒と希望者のみがインドやカナダなどの海外研修に参加することができる（英検準2級以上取得者だということは要条件）。
- 主な卒業生に気象キャスターの太田景子がいる。

## 沿革
- 1963年（昭和38年） - 静岡県立藤枝東高等学校川根分校設置。
- 1963年 （昭和38年）4月5日 -第一回入学式挙行。（入学生178人）
- 1966年（昭和41年） -第一回卒業式挙行。（卒業生176人）
- 1966年（昭和41年） - 藤枝東高等学校川根分校が静岡県立川根高等学校として独立。
- 1966年（昭和41年） -独立記念祝賀式挙行。
- 1982年 （昭和57年）-創立10周年記念式挙行、この年に校歌制定。
- 1992年 （平成4年）  -創立30周年記念式挙行。
- 2002年（平成14年） - 連携型中高一貫教育を開始。
- 2012年 （平成24年）-創立50周年記念式挙行。
- 2014年（平成26年） - 川根留学生宿泊施設「南麓寮」設置。
- 2016年 （平成28年)   -川根留学生宿泊施設「奥流」設置。
- 2018年 （平成30年）3月 -全国公募を開始。

## 主な年間学校行事

### 4月
- 着任式
- 入学式
- 始業式
- 対面式
- 宿泊研修（一年生のみ）
- 遠足（二、三年生のみ）
- 茶摘み体験（一年生のみ）

### 5月
- 一学期中間テスト

### 6月
- 南麓祭（文化祭、体育祭同時）
- 一学期期末テスト
- ユネスコエコパークツアー（二年生のみ）

### 7月
- 夏季球技大会
- 一学期終業式
- 夏休み（9月第1週ごろまで）

### 8月
- 勉強合宿（特進系クラスと選択系クラスの希望者）

### 9月
- 二学期始業式

### 11月
- 二学期中間テスト

### 12月
- 二学期末テスト
- マラソン大会（男子8キロ、女子6キロ）
- 冬季球技大会
- 二学期終業式

### 1月
- 三学期始業式
- 百人一首大会（全校一斉）

### 2月
- 三年生を送る会

### 3月
- 卒業式
- 三学期終業式（修了式）

期末テストは毎学期あるが、中間テストは1、2学期しか行われない。
　　　　　

## 部活動

### 運動部
- 野球部
- サッカー部
- ソフトテニス部
- 女子バレーボール部
- カヌー部

バスケットボール部、陸上部、柔道部、弓道部は廃部となった。

### 文化部
- 吹奏楽部
- 郷土芸能部
- ワープロ部

美術部、書道部、茶華道部は教員、生徒数の減少から2008年度に新入部員の募集を停止し、2009年度の3年生の卒業をもって廃部した。

## 川根地区中高一貫教育
2002年より川根地区の3中学校との間で連携型中高一貫教育を行っている。連携校から入学する場合には作文と面接のみで選抜を行う。
連携校との間で確かな学力の育成と郷土愛の育成を柱として共同して教育を行っている。静岡県では本校のみであったが、2007年度より佐久間高校が近隣の中学校との連携型中高一貫教育を行う（選抜は2008年度より実施）。

### 連携校
- 島田市立川根中学校
- 川根本町立中川根中学校
- 川根本町立本川根中学校

### 実施事業
- 確かな学力の育成
  - 中高6年間のシラバスの作成
  - 中高教員の交流によるTT授業の実施
  - 共通問題によるチャレンジテストの実施（英語・数学・国語）
- 郷土愛の育成
  - 総合的学習の発表会の実施
  - 「在り方生き方」講演会の実施(平成29年度より「川根講演会」という名称に変更)
  - 「川根の郷の夢を語る会」の実施(毎年二月頃)[4]
  - 海外研修報告書の作成
  - 大井川クリーン作戦(現在の名称は郷土愛活動)
  - 部活動の合同練習(吹奏楽部のみ)
  - 郷土芸能の継承

## 主な出身者
- 山本勝則 - 元プロ野球選手（西武ライオンズ）
- 太田景子 - 気象予報士
- 大村朱澄（カヌー選手）

## 交通
- 大井川鐵道大井川本線：駿河徳山駅徒歩6分
- 川根本町営バス「徳山郵便局前」下車後、徒歩1分程度

## 付近
- 川根本町立中川根第一小学校
- 駿河徳山駅
- 徳山郵便局
- 島田警察署徳山駐在所
- 若者交流センター奥流
- 川根高校南麓寮

## その他
- 学校周辺には川根本町の名所・観光スポットの一つである徳山のしだれ桜がある。
- 2019年3月に、学校及び町主催の日帰りツアーが催行された。[5][6][7]